# Gradient stężeń roztworów
Gradient stężeń roztworów – wielkość określająca zmiany stężenia roztworu w przestrzeni. Procesy zachodzące zgodnie z gradientem stężeń nie wymagają dostarczenia energii (procesy bierne). Jeśli proces przebiega wbrew gradientowi stężeń nazywany jest aktywnym i wymaga dostarczenia energii. 
Dyfuzja prosta jest procesem biernym gdyż zachodzi zgodnie z gradientem stężeń. Przykładem dyfuzji prostej jest osmoza. Procesem biernym jest także dyfuzja wspomagana, która zachodzi 
za pośrednictwem przenośników, ale w kierunku zgodnym z gradientem stężeń (np. dyfuzja przez błonę komórkową za pomocą białek nośnikowych). 
Przykładem procesu aktywnego jest natomiast odwrócona osmoza, której przykładem z kolei jest transport jonów sodu i potasu przez błonę komórkową z użyciem mechanizm tzw. pompy sodowo-potasowej. 